# A.J. Slaughter
Anthony Darrell Slaughter, detto A.J. (Shelbyville, 3 agosto 1987), è un cestista statunitense naturalizzato polacco.

## Carriera
Con la Polonia ha disputato i Campionati mondiali del 2019 e tre edizioni dei Campionati europei (2015, 2017, 2022).

## Palmarès
- Campionato francese: 1

ASVEL: 2018-19
- Coppa di Grecia: 1

Panathinaikos:	2014-15
- Coppa di Francia: 1

ASVEL: 2018-19
- Eurocup: 1

Gran Canaria: 2022-23